# Kober (Familienname)
Kober ein deutscher Familienname.

## Namensträger

### A
- Adolf Kober (1879–1958), deutsch(stämmig)er Rabbiner und Historiker
- Alfred Kober (1885–1963), Schweizer Verleger und Journalist
- Alice Kober (1906–1950), US-amerikanische Klassische Philologin und Archäologin
- Amelie Kober (* 1987), deutsche Snowboard-Fahrerin
- Annegret Kober (* 1957), deutsche Schwimmerin
- Axel Kober (* 1970), deutscher Kapellmeister und seit 2009/10 Generalmusikdirektor der Deutschen Oper am Rhein

### B
- Birgit Kober (* 1971), deutsche Paralympics-Siegerin

### C
- Carsten Kober (* 1967), deutscher Fußballspieler

### D
- Dieter Kober  (1920–2015), deutsch-amerikanischer Musiker und Dirigent, 1952 Gründer und bis 2013 Direktor des Chicago Chamber Orchestra

### E
- Egon Kober (1877–1945), österreichischer Politiker (fraktionslos), Mitglied des Bundesrates
- Erich Kober (1885–1955), deutscher Schauspieler, Regisseur und Drehbuchautor

### F
- Franz von Kober (1821–1897), deutscher Kanonist und Pädagoge
- Franz Kober (Önologe) (1864–1943), österreichischer Önologe
- Franz Kober (Ingenieur) (* 1956), deutscher Ingenieur (Kinotechnik)
- Friedhelm Kober (* 1944),  deutscher Chemiker, Hochschullehrer und Autor

### G
- Georg Kober († 1610), böhmischer Arzt, Dichter und Humanist
- Guido von Kober (1829–1910), österreichischer General
- Gustav Kober (1849–1920), österreichischer Schauspieler

### H
- Hainer Kober (* 1942), deutscher Übersetzer
- Helga Kober-Dehm, geborene Helga Dehm (* 1962), deutsche Juristin und Richterin am Bundesgerichtshof
- Helmfried Kober (* 1965), deutscher Kameramann
- Henning Kober (* 1968), deutscher Schauspieler, siehe Henning Mosselman
- Henning Kober (Autor) (* 1981), deutscher Schriftsteller und Journalist
- Herbert Kober (Unternehmer) (* 1933), deutscher Unternehmer
- Herbert Kober (Politiker) (* 1974), österreichischer Politiker (FPÖ)
- Hermann Kober (1888–1973), deutsch-britischer Mathematiker
- Horst Kober (1937–2013), deutscher Politiker (PDS), Oberbürgermeister und MdVK

### I
- Ignaz Kober (1756–1813), österreichischer Orgelbauer
- Immanuel Gottlob Kober (1801–1870), deutscher Jurist, Verwaltungsbeamter und Oberamtmann
- Ingo Kober (* 1942), Präsident des Europäischen Patentamtes

### J
- Jeff Kober (* 1953), US-amerikanischer Schauspieler
- Johann Pankraz Kober (1796–1832), deutscher Malerhandwerker
- Johannes Kober (1840–1896), deutscher Apotheker und Zoologe
- Joseph Kober (1823–1874), akademischer Kunstmaler, einer der bedeutendsten schwäbischen Kirchenmaler der Nazarener
- Julius Kober (1894–1970), deutscher Heimatforscher, Schriftsteller, Vorsteher des Rennsteigvereins

### K
- Karel Bohuš Kober (1849–1890), tschechischer Sportler und Schriftsteller
- Karl Max Kober (1930–1987), deutscher Kunsthistoriker
- Kristina Kober (* 1989), deutsche Fußballspielerin
- Kurt Kober († 2015), deutscher Unternehmer

### L
- Lars Kober (* 1976), deutscher Kanute
- Leo Kober (1876–1931), Maler und Graphiker
- Leopold Kober (1883–1970), österreichischer Geologe

### M
- Manfred Kober (* 1955), deutscher Tanzsporttrainer
- Margot Kober (* 1965), österreichische Skilangläuferin
- Martin Kober (1550–1609), schlesischer Maler
- Maximilian Kober (1832–1911), österreichischer Brauereifachmann

### P
- Pascal Kober (* 1971), deutscher Theologe und Politiker (FDP), MdB und Beauftragter
- Paula Kober (* 1994), deutsche Schauspielerin

### R
- Ralf Kober (* 1954), deutscher Schauspieler
- Rudolf Kober (* 1928), deutscher Kunsthistoriker

### T
- Theodor Kober (1865–1930), deutscher Ingenieur, Erfinder und Konstrukteur
- Tobias Kober (Dichter) († nach 1607), deutscher Dichter, Dramatiker und Arzt
- Tobias Kober (1587–1625), Lausitzer Arzt, Gelehrter und Freund von Jakob Böhme

### U
- Uwe Kober (* 1961), deutscher Fußballspieler

### W
- Waldemar Kober (1898–1955), deutscher Konteradmiral (Ing.)
- Willy Kober (1939–2008), deutscher Unternehmer
- Wolfram Kober (* 1950), deutscher Science-Fiction-Autor